# Schwere SS-Panzer-Abteilung 103
De Schwere SS-Panzer-Abteilung 103 / Schwere SS-Panzer-Abteilung 503 was een van de gepantserde elite-eenheden in de Waffen-SS. De Abteilung was bedoeld als korpstroepen voor het III (Germaanse) SS Pantserkorps. In november 1944 werd de eenheid hernoemd van Schwere SS-Panzer-Abteilung 103 naar Schwere SS-Panzer-Abteilung 503.

## Formatie

### Voorgangers
Op 1 juli 1943 werd op Oefenterrein Grafenwöhr het II./SS-Panzerregiment 11 opgericht. Deze Abteilung werd samen met het III (Germaanse) SS Pantserkorps naar Joegoslavië gezonden en was daar als infanterie in actie van augustus 1943 tot januari 1944. 
Intussen was er vanaf de zomer van 1943 een Schwere Panzer-Abteilung voor het III (Germaanse) SS Pantserkorps in oprichting in het westen. Op 22 oktober 1943 volgde een bevel om tot 1 november 1943 het II./SS-Pz.Reg. 11 samen te voegen met de Schwere Panzer-Abteilung. 

### Schwere SS-Panzer-Abteilung 103
Op 1 november 1943 kreeg de Abteilung zijn nieuwe naam. Pas eind november werd de eenheid een volwaardige Tiger Abteilung. Het personeel van het (voormalige) II./SS-Pz.Reg. 11 kwam in januari 1944 naar Nederland, naar Kampen. Op 4 februari kreeg de eenheid pas zijn eerste zes Tiger I tanks. De Abteilung verplaatste naar Oldebroek en in de zomer van 1944 naar Epe. Intussen waren alle Tigers alweer aan een andere eenheid afgegeven. Zes nieuwe Tigers arriveerden op 26 mei en nog eens 4 in augustus, maar alle Tigers werden op 22 augustus 1944 weer afgegeven aan Schwere Panzer-Abteilung (Funklenk) 301. In september 1944 verplaatste de eenheid zich naar Oefenterrein Sennelager. Op 19 oktober ontving de Abteilung vier Tiger II tanks.

### Schwere SS-Panzer-Abteilung 503
Op 12 november 1944 werd de eenheid hernoemd tot het Schwere SS-Panzer-Abteilung 503. De Abteilung werd deel werd van de Sondertruppen RFSS. Op 27 januari 1945 had de 503e een totaal van 39 (in plaats van 45) Tiger II en deze werden op treinen geladen en naar het oostfront gezonden om ingezet te worden bij Heeresgruppe Weichsel in Pommeren. Daar werd de eenheid gefragmenteerd ingezet. Van 15 tot 18 februari 1945 nam de Abteilung deel aan Operatie Sonnenwende rond Arnswalde. Overigens was een deel van de Abteilung (met zeven Tigers) al een paar dagen omsingeld in Arsnwalde. Deze werden ontzet in het offensief. Na afloop werd de Abteilung opgedeeld. Het grootste deel (met 17 Tigers) onder de Abteilungscommandant ging naar Preußisch Stargard en  Danzig, de rest (onder SS-Sturmbannführer Natterer viel terug naar de Oderlinie en ondersteunde daar de verdediging o.a. bij Küstrin en Altdamm. De eenheid bij Preußisch Stargard en Danzig werd in zes weken tijd steeds meer teruggedreven naar Danzig. Eind maart 1945 waren nog slechts vier Tigers over. Deze werden overgedragen en het grootste deel van het personeel werd per schip naar Swinemünde) overgebracht en daarvandaan naar de rest van de Abteilung. De resterende bemanningen bleven achter in Danzig en werden ingezet als infanterie. Tot begin mei 1945. Het deel dat achter de Oder lag, was van 1 tot 15 april 1945 gelegerd bij Frauenhagen bij Angermünde. Toen de Sovjets hun Berlijnse Strategische Offensieve Operatie inzetten op 16 april, kreeg de Abteilung meteen opdracht om zich naar Strausberg te verplaatsen, tezamen met de 11. SS-Freiwilligen-Panzergrenadier-Division Nordland. Dat gebeurde twee dagen later. Vandaar volgde een vechtende terugtocht en de Abteilung werd Berlijn ingedreven, dat intussen omsingeld was. Op 2 mei deden verschillende groepen uitbraakpogingen, ondersteund door Tigers, die alle faalden. De volgende dag brak te voet een groot gedeelten van de Abteilung, onder de commandant, uit, maar werd bij Ketzin/Havel ingesloten.

### Einde
Op 3 mei 1945 gaf een groot deel van het personeel van de Schwere SS-Panzer-Abteilung 503 zich over bij Ketzin/Havel aan Sovjettroepen. Op 9 mei 1945 gaf het deel dat bij Danzig gebleven was als infanterie, zich over bij Schiewenhorst.

## Data
De Schwere SS-Panzer-Abteilung 103/503 verloor in haar bestaan 39 eigen tanks en vernietigde meer dan 500 geallieerde tanks, een verhouding van 1 op 12,8. Van die 39 gingen 44% verloren in de strijd en 56% door zelfvernietiging.

## Succesvolle tankcommandanten
- SS-Hauptscharführer Karl Körner, (wordt meestal toegeschreven met de vernietiging van 102 tanks, maar het exacte aantal is onbekend)
- SS-Untersturmführer Karl Brommann, (wordt meestal toegeschreven met de vernietiging van 66 tanks, maar het exacte aantal is onbekend)
- SS-Untersturmführer Oskar Schäfer, (wordt meestal toegeschreven met de vernietiging van 50+ tanks, maar het exacte aantal is onbekend)

## Gedecoreerde van het Ridderkruis van het IJzeren Kruis
- SS-Untersturmführer Karl Brommann
- SS-Sturmbannführer Friedrich Herzig
- SS-Hauptscharführer Karl Körner
- SS-Untersturmführer Oskar Schäfer

## Commandanten

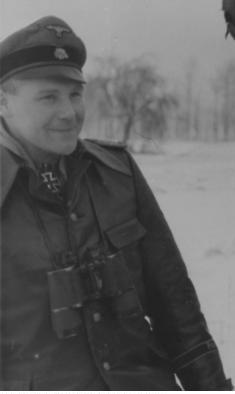
SS-Sturmbannführer Otto Paetsch

| Rang                   | Naam             | Begin           | Eind             |
| ---------------------- | ---------------- | --------------- | ---------------- |
| SS-Sturmbannführer     | Otto Paetsch     | 1 juli 1943     | 7 maart 1944     |
| SS-Sturmbannführer     | Kurt Hartrampf   | 7 maart 1944    | 20 augustus 1944 |
| SS-Obersturmbannführer | Karl Leiner      |                 | 18 januari 1945  |
| SS-Sturmbannführer     | Friedrich Herzig | 18 januari 1945 | 3 mei 1945       |